# Бетави (язык)
Бета́ви или батавский (индон. Bahasa Betawi) — один из австронезийских языков, распространён на западе Явы. Родной язык одноимённой этнической группы, сформировавшейся в среде жителей Джакарты и её окрестностей.
По данным Ethnologue, количество носителей данного языка составляло 5 млн чел. в 2000 году. На бетави говорят в столице Индонезии, Джакарте. Название языка происходит от прежнего названия Джакарты, «Батавия».
Бетави состоит в близком родстве с яванским, малайским и индонезийским языками. В языке есть ряд заимствований из голландского, арабского, португальского языков и хок-кьень — диалекта южноминьского языка.
От ранней формы бетави ведёт своё происхождение диалект Кокосовых островов.
Язык не относится к числу престижных, однако обладает некоторым «скрытым» престижем среди представителей высших слоёв общества Джакарты.
Используется на телевидении и радио, в кино, на нём издаются книги.